# Glossadelphus
Glossadelphus là một chi rêu trong họ Hypnaceae.